# 盐源梅花草
盐源梅花草（学名：Parnassia yanyuanensis）为卫矛科梅花草属下的一个种。

## 扩展阅读
維基物種上的相關：盐源梅花草